# 세르지오 피조르노
세르지오 피조르노(Sergio "Serge" Pizzorno, 1980년 12월 15일 ~ )는 록밴드 카사비안의 멤버로 잘 알려진 영국의 기타리스트이자 작곡가이다. 세르지오는 카사비안의 전 멤버인 크리스토퍼 카를로프가 떠난 이후로 작곡을 도 맡아하고 있다. 영국의 코미디인 노엘 필딩의 럭셔리 코미디의 음악도 맡고 있다. 그는 레스터 시티 FC의 서포터다.